# I Want to Break Free
I Want to Break Free è una canzone del gruppo musicale britannico Queen, secondo singolo estratto dall'album The Works nel 1984.

## Descrizione
Scritta dal bassista John Deacon, la canzone ha raggiunto il 3º posto nella hit-parade inglese, confermando il ritorno ad altissimi livelli del gruppo. Il brano è diventato particolarmente noto per via del suo controverso video musicale in cui i membri della band appaiono in abiti femminili, che venne censurato negli Stati Uniti, dove quindi il singolo non riuscì a riscuotere successo.
Il tema del video è una parodia della soap opera Coronation Street. La seconda parte include una composizione registrata ed eseguita insieme al Royal Ballet di Londra e coreografata da Wayne Eagling.
Dopo la sua pubblicazione nel 1984, la canzone è diventata molto popolare in Europa e America Latina (dove è considerata un inno contro l'oppressione di ogni genere).

## Video musicale
L'idea del videoclip proviene dall'allora fidanzata di Roger Taylor, che propose ai componenti del gruppo di fare una parodia della soap opera inglese Coronation Street, indossando abiti femminili. Il video però creò molte polemiche negli Stati Uniti, al punto che MTV lo censurò per 7 anni, danneggiando in maniera evidente i rapporti tra la band ed i media statunitensi. Freddie Mercury successivamente dichiarò che il gruppo non avrebbe più tenuto un concerto negli USA.

## Tracce del singolo

### Versioni7"1984[11]e2010(The Singles Collection Volume 2)
1. I Want To Break Free (Single remix) - 4:26
2. Machines (or 'Back to Humans') - 5:07

### Versione12"UK1984[12]
1. I Want To Break Free (Extended version) - 7:19
2. Machines (or 'Back to Humans') - 5:09

### Versione12"USA1984[13]
1. I Want To Break Free (Single remix) - 4:26
2. I Want To Break Free (Extended version) - 7:19

## Versioni
- Album version - 3:21 - versione contenuta in The Works.
- Single remix - 4:26 - inserita nelle raccolte Greatest Hits 2, The Platinum Collection, Absolute Greatest e come bonus track dell'album The Works. In tutte le raccolte in cui è stata inserita sono stati tagliati gli ultimi secondi del brano e la lunghezza della canzone è stata ridotta a 4:19. In versione integrale è reperibile unicamente nella raccolta Queen: The Singles Collection Volume 2.
- Extended version - 7:19 - pubblicata unicamente nella raccolta The 12" Collection e nel singolo 12" distribuito nel 1984.

## Formazione
Gruppo
- Freddie Mercury - voce, cori
- Brian May - chitarra elettrica
- Roger Taylor - batteria elettronica
- John Deacon - basso, chitarra, tastiere, programmazione

Altri musicisti
- Fred Mandel - tastiere

## Classifiche

### Classifiche settimanali
| Classifica (1984) | Posizione massima |
| ----------------- | ----------------- |
| Australia         | 8                 |
| Austria           | 1                 |
| Belgio (Fiandre)  | 1                 |
| Canada            | 26                |
| Francia           | 9                 |
| Germania          | 4                 |
| Irlanda           | 2                 |
| Nuova Zelanda     | 6                 |
| Paesi Bassi       | 1                 |
| Regno Unito       | 3                 |
| Spagna            | 5                 |
| Stati Uniti       | 45                |
| Sudafrica         | 1                 |
| Svizzera          | 2                 |

### Classifiche di fine anno
| Classifica (1984) | Posizione |
| ----------------- | --------- |
| Australia         | 36        |
| Austria           | 4         |
| Belgio (Fiandre)  | 14        |
| Germania          | 32        |
| Nuova Zelanda     | 25        |
| Paesi Bassi       | 9         |
| Regno Unito       | 23        |
| Sudafrica         | 3         |
| Svizzera          | 7         |